# 오멸
오멸(본명: 오경헌, 1971년 ~ )은 대한민국의 영화 감독이자 각본가이다. 2012년에 지슬: 끝나지 않은 세월 2를 감독하였다.

## 참여 작품
- 지슬: 끝나지 않은 세월 2
- 눈꺼풀 (영화)
- 파미르(2017) - 감독
- 김관홍(2017) - 감독
- 인어전설(2016) - 감독/각본/촬영/조명

## 수상
- 2012 제17회 부산국제영화제 - 지슬: 끝나지 않은 세월 2
- 2013 부일영화상 - 유현목 지슬: 끝나지 않은 세월 2